# Calhoun County, Michigan
Calhoun County är ett county i sydligaste delen av delstaten Michigan. Countyt har fått sitt namn efter USA:s sjunde vicepresident John C. Calhoun. Den administrativa huvudorten (county seat) är Marshall och ligger ca 70 km söder om delstatens huvudstad Lansing och cirka 150 km väster om Detroit.
Genom countyt löper Interstate 69 och 94. Interstate 194 börjar i Battle Creek.

## Geografi
Enligt United States Census Bureau har countyt en total area på 1 861 km². 1 836 km² av den arean är land och 25 km² är vatten.

### Angränsande countyn
- Eaton County - nord
- Barry County - nordväst
- Jackson County - öst
- Kalamazoo County - väst
- Hillsdale County - sydost
- Branch County - syd
- St Joseph County - sydväst

### Större städer och samhällen
- Albion
- Battle Creek
- Marshall (huvudort)
- Springfield